# Karel van Sleeswijk-Holstein-Gottorp

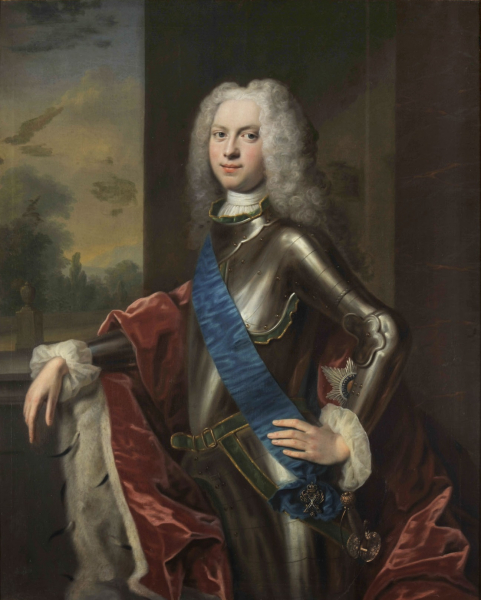
Karel van Sleeswijk-Holstein-Gottorp.

Karel August van Sleeswijk-Holstein-Gottorp (Sleeswijk, 26 november 1706 - Sint-Petersburg, 31 mei 1727) was van 1726 tot aan zijn dood prins-bisschop van Lübeck. Hij behoorde tot het huis Sleeswijk-Holstein-Gottorp.

## Levensloop
Karel August was de oudste zoon van prins-bisschop van Lübeck Christiaan August van Sleeswijk-Holstein-Gottorp en diens echtgenote Alberta Frederika, dochter van markgraaf Frederik VII van Baden-Durlach. In 1726 volgde hij zijn overleden vader op als prins-bisschop van Lübeck.
Hij reisde naar Sint-Petersburg om er te huwen met de Russische grootvorstin en latere tsarina Elisabeth Petrovna. Karel August stierf nog voor het huwelijk kon plaatsvinden in mei 1727 aan de pokken.
Zijn lichaam werd naar Lübeck gevoerd en bijgezet in de Dom van Lübeck. Hij werd als prins-bisschop van Lübeck opgevolgd door zijn jongere broer Adolf Frederik, die later koning van Zweden werd.

## Kwartierstaat
| Frederik III van Sleeswijk-Holstein-Gottorp (1597-1659) | Frederik III van Sleeswijk-Holstein-Gottorp (1597-1659) | Frederik III van Sleeswijk-Holstein-Gottorp (1597-1659) | Frederik III van Sleeswijk-Holstein-Gottorp (1597-1659) | Frederik III van Sleeswijk-Holstein-Gottorp (1597-1659)        | Frederik III van Sleeswijk-Holstein-Gottorp (1597-1659)        | Maria Elisabeth van Saksen (1610-1684)                         | Maria Elisabeth van Saksen (1610-1684)                         | Maria Elisabeth van Saksen (1610-1684)                         | Maria Elisabeth van Saksen (1610-1684)                         | Maria Elisabeth van Saksen (1610-1684)                       | Maria Elisabeth van Saksen (1610-1684)                       |                                                              |                                                              | Frederik III van Denemarken (1609-1670)                      | Frederik III van Denemarken (1609-1670)                      | Frederik III van Denemarken (1609-1670)     | Frederik III van Denemarken (1609-1670)     | Frederik III van Denemarken (1609-1670)     | Frederik III van Denemarken (1609-1670)     | Sophia Amalia van Brunswijk-Lüneburg (1628-1685) | Sophia Amalia van Brunswijk-Lüneburg (1628-1685) | Sophia Amalia van Brunswijk-Lüneburg (1628-1685) | Sophia Amalia van Brunswijk-Lüneburg (1628-1685) | Sophia Amalia van Brunswijk-Lüneburg (1628-1685) | Sophia Amalia van Brunswijk-Lüneburg (1628-1685) |                                           |                                           | Frederik VI van Baden-Durlach (1617-1677) | Frederik VI van Baden-Durlach (1617-1677) | Frederik VI van Baden-Durlach (1617-1677) | Frederik VI van Baden-Durlach (1617-1677) | Frederik VI van Baden-Durlach (1617-1677)                    | Frederik VI van Baden-Durlach (1617-1677)                    | Christina Magdalena van Kleeburg (1616-1662)                 | Christina Magdalena van Kleeburg (1616-1662)                 | Christina Magdalena van Kleeburg (1616-1662)                 | Christina Magdalena van Kleeburg (1616-1662)                 | Christina Magdalena van Kleeburg (1616-1662)      | Christina Magdalena van Kleeburg (1616-1662)      |                                                         |                                                         | Frederik III van Sleeswijk-Holstein-Gottorp (1597-1659) | Frederik III van Sleeswijk-Holstein-Gottorp (1597-1659) | Frederik III van Sleeswijk-Holstein-Gottorp (1597-1659)  | Frederik III van Sleeswijk-Holstein-Gottorp (1597-1659)  | Frederik III van Sleeswijk-Holstein-Gottorp (1597-1659)  | Frederik III van Sleeswijk-Holstein-Gottorp (1597-1659)  | Maria Elisabeth van Saksen (1610-1684)                   | Maria Elisabeth van Saksen (1610-1684)                   | Maria Elisabeth van Saksen (1610-1684) | Maria Elisabeth van Saksen (1610-1684) | Maria Elisabeth van Saksen (1610-1684) | Maria Elisabeth van Saksen (1610-1684) |  |  |  |  |  |  |  |  |  |  |  |  |  |  |  |  |  |  |  |  |  |  |  |  |  |  |  |  |  |  |  |  |  |  |  |  |  |  |  |  |  |  |  |  |  |  |  |  |
| Frederik III van Sleeswijk-Holstein-Gottorp (1597-1659) | Frederik III van Sleeswijk-Holstein-Gottorp (1597-1659) | Frederik III van Sleeswijk-Holstein-Gottorp (1597-1659) | Frederik III van Sleeswijk-Holstein-Gottorp (1597-1659) | Frederik III van Sleeswijk-Holstein-Gottorp (1597-1659)        | Frederik III van Sleeswijk-Holstein-Gottorp (1597-1659)        | Maria Elisabeth van Saksen (1610-1684)                         | Maria Elisabeth van Saksen (1610-1684)                         | Maria Elisabeth van Saksen (1610-1684)                         | Maria Elisabeth van Saksen (1610-1684)                         | Maria Elisabeth van Saksen (1610-1684)                       | Maria Elisabeth van Saksen (1610-1684)                       |                                                              |                                                              | Frederik III van Denemarken (1609-1670)                      | Frederik III van Denemarken (1609-1670)                      | Frederik III van Denemarken (1609-1670)     | Frederik III van Denemarken (1609-1670)     | Frederik III van Denemarken (1609-1670)     | Frederik III van Denemarken (1609-1670)     | Sophia Amalia van Brunswijk-Lüneburg (1628-1685) | Sophia Amalia van Brunswijk-Lüneburg (1628-1685) | Sophia Amalia van Brunswijk-Lüneburg (1628-1685) | Sophia Amalia van Brunswijk-Lüneburg (1628-1685) | Sophia Amalia van Brunswijk-Lüneburg (1628-1685) | Sophia Amalia van Brunswijk-Lüneburg (1628-1685) |                                           |                                           | Frederik VI van Baden-Durlach (1617-1677) | Frederik VI van Baden-Durlach (1617-1677) | Frederik VI van Baden-Durlach (1617-1677) | Frederik VI van Baden-Durlach (1617-1677) | Frederik VI van Baden-Durlach (1617-1677)                    | Frederik VI van Baden-Durlach (1617-1677)                    | Christina Magdalena van Kleeburg (1616-1662)                 | Christina Magdalena van Kleeburg (1616-1662)                 | Christina Magdalena van Kleeburg (1616-1662)                 | Christina Magdalena van Kleeburg (1616-1662)                 | Christina Magdalena van Kleeburg (1616-1662)      | Christina Magdalena van Kleeburg (1616-1662)      |                                                         |                                                         | Frederik III van Sleeswijk-Holstein-Gottorp (1597-1659) | Frederik III van Sleeswijk-Holstein-Gottorp (1597-1659) | Frederik III van Sleeswijk-Holstein-Gottorp (1597-1659)  | Frederik III van Sleeswijk-Holstein-Gottorp (1597-1659)  | Frederik III van Sleeswijk-Holstein-Gottorp (1597-1659)  | Frederik III van Sleeswijk-Holstein-Gottorp (1597-1659)  | Maria Elisabeth van Saksen (1610-1684)                   | Maria Elisabeth van Saksen (1610-1684)                   | Maria Elisabeth van Saksen (1610-1684) | Maria Elisabeth van Saksen (1610-1684) | Maria Elisabeth van Saksen (1610-1684) | Maria Elisabeth van Saksen (1610-1684) |  |  |  |  |  |  |  |  |  |  |  |  |  |  |  |  |  |  |  |  |  |  |  |  |  |  |  |  |  |  |  |  |  |  |  |  |  |  |  |  |  |  |  |  |  |  |  |  |
|                                                         |                                                         |                                                         |                                                         |                                                                |                                                                |                                                                |                                                                |                                                                |                                                                |                                                              |                                                              |                                                              |                                                              |                                                              |                                                              |                                             |                                             |                                             |                                             |                                                  |                                                  |                                                  |                                                  |                                                  |                                                  |                                           |                                           |                                           |                                           |                                           |                                           |                                                              |                                                              |                                                              |                                                              |                                                              |                                                              |                                                   |                                                   |                                                         |                                                         |                                                         |                                                         |                                                          |                                                          |                                                          |                                                          |                                                          |                                                          |                                        |                                        |                                        |                                        |  |  |  |  |  |  |  |  |  |  |  |  |  |  |  |  |  |  |  |  |  |  |  |  |  |  |  |  |  |  |  |  |  |  |  |  |  |  |  |  |  |  |  |  |  |  |  |  |
|                                                         |                                                         |                                                         |                                                         | Christiaan Albrecht van Sleeswijk-Holstein-Gottorp (1641-1695) | Christiaan Albrecht van Sleeswijk-Holstein-Gottorp (1641-1695) | Christiaan Albrecht van Sleeswijk-Holstein-Gottorp (1641-1695) | Christiaan Albrecht van Sleeswijk-Holstein-Gottorp (1641-1695) | Christiaan Albrecht van Sleeswijk-Holstein-Gottorp (1641-1695) | Christiaan Albrecht van Sleeswijk-Holstein-Gottorp (1641-1695) |                                                              |                                                              |                                                              |                                                              |                                                              |                                                              | Frederika Amalia van Denemarken (1649-1704) | Frederika Amalia van Denemarken (1649-1704) | Frederika Amalia van Denemarken (1649-1704) | Frederika Amalia van Denemarken (1649-1704) | Frederika Amalia van Denemarken (1649-1704)      | Frederika Amalia van Denemarken (1649-1704)      |                                                  |                                                  |                                                  |                                                  |                                           |                                           |                                           |                                           |                                           |                                           | Frederik VII van Baden-Durlach (1647-1709)                   | Frederik VII van Baden-Durlach (1647-1709)                   | Frederik VII van Baden-Durlach (1647-1709)                   | Frederik VII van Baden-Durlach (1647-1709)                   | Frederik VII van Baden-Durlach (1647-1709)                   | Frederik VII van Baden-Durlach (1647-1709)                   |                                                   |                                                   |                                                         |                                                         |                                                         |                                                         | Augusta Maria van Sleeswijk-Holstein-Gottorp (1649-1728) | Augusta Maria van Sleeswijk-Holstein-Gottorp (1649-1728) | Augusta Maria van Sleeswijk-Holstein-Gottorp (1649-1728) | Augusta Maria van Sleeswijk-Holstein-Gottorp (1649-1728) | Augusta Maria van Sleeswijk-Holstein-Gottorp (1649-1728) | Augusta Maria van Sleeswijk-Holstein-Gottorp (1649-1728) |                                        |                                        |                                        |                                        |  |  |  |  |  |  |  |  |  |  |  |  |  |  |  |  |  |  |  |  |  |  |  |  |  |  |  |  |  |  |  |  |  |  |  |  |  |  |  |  |  |  |  |  |  |  |  |  |
|                                                         |                                                         |                                                         |                                                         | Christiaan Albrecht van Sleeswijk-Holstein-Gottorp (1641-1695) | Christiaan Albrecht van Sleeswijk-Holstein-Gottorp (1641-1695) | Christiaan Albrecht van Sleeswijk-Holstein-Gottorp (1641-1695) | Christiaan Albrecht van Sleeswijk-Holstein-Gottorp (1641-1695) | Christiaan Albrecht van Sleeswijk-Holstein-Gottorp (1641-1695) | Christiaan Albrecht van Sleeswijk-Holstein-Gottorp (1641-1695) |                                                              |                                                              |                                                              |                                                              |                                                              |                                                              | Frederika Amalia van Denemarken (1649-1704) | Frederika Amalia van Denemarken (1649-1704) | Frederika Amalia van Denemarken (1649-1704) | Frederika Amalia van Denemarken (1649-1704) | Frederika Amalia van Denemarken (1649-1704)      | Frederika Amalia van Denemarken (1649-1704)      |                                                  |                                                  |                                                  |                                                  |                                           |                                           |                                           |                                           |                                           |                                           | Frederik VII van Baden-Durlach (1647-1709)                   | Frederik VII van Baden-Durlach (1647-1709)                   | Frederik VII van Baden-Durlach (1647-1709)                   | Frederik VII van Baden-Durlach (1647-1709)                   | Frederik VII van Baden-Durlach (1647-1709)                   | Frederik VII van Baden-Durlach (1647-1709)                   |                                                   |                                                   |                                                         |                                                         |                                                         |                                                         | Augusta Maria van Sleeswijk-Holstein-Gottorp (1649-1728) | Augusta Maria van Sleeswijk-Holstein-Gottorp (1649-1728) | Augusta Maria van Sleeswijk-Holstein-Gottorp (1649-1728) | Augusta Maria van Sleeswijk-Holstein-Gottorp (1649-1728) | Augusta Maria van Sleeswijk-Holstein-Gottorp (1649-1728) | Augusta Maria van Sleeswijk-Holstein-Gottorp (1649-1728) |                                        |                                        |                                        |                                        |  |  |  |  |  |  |  |  |  |  |  |  |  |  |  |  |  |  |  |  |  |  |  |  |  |  |  |  |  |  |  |  |  |  |  |  |  |  |  |  |  |  |  |  |  |  |  |  |
|                                                         |                                                         |                                                         |                                                         |                                                                |                                                                |                                                                |                                                                |                                                                |                                                                | Christiaan August van Sleeswijk-Holstein-Gottorp (1673-1726) | Christiaan August van Sleeswijk-Holstein-Gottorp (1673-1726) | Christiaan August van Sleeswijk-Holstein-Gottorp (1673-1726) | Christiaan August van Sleeswijk-Holstein-Gottorp (1673-1726) | Christiaan August van Sleeswijk-Holstein-Gottorp (1673-1726) | Christiaan August van Sleeswijk-Holstein-Gottorp (1673-1726) |                                             |                                             |                                             |                                             |                                                  |                                                  |                                                  |                                                  |                                                  |                                                  |                                           |                                           |                                           |                                           |                                           |                                           |                                                              |                                                              |                                                              |                                                              |                                                              |                                                              | Albertina Frederica van Baden-Durlach (1682-1755) | Albertina Frederica van Baden-Durlach (1682-1755) | Albertina Frederica van Baden-Durlach (1682-1755)       | Albertina Frederica van Baden-Durlach (1682-1755)       | Albertina Frederica van Baden-Durlach (1682-1755)       | Albertina Frederica van Baden-Durlach (1682-1755)       |                                                          |                                                          |                                                          |                                                          |                                                          |                                                          |                                        |                                        |                                        |                                        |  |  |  |  |  |  |  |  |  |  |  |  |  |  |  |  |  |  |  |  |  |  |  |  |  |  |  |  |  |  |  |  |  |  |  |  |  |  |  |  |  |  |  |  |  |  |  |  |
|                                                         |                                                         |                                                         |                                                         |                                                                |                                                                |                                                                |                                                                |                                                                |                                                                | Christiaan August van Sleeswijk-Holstein-Gottorp (1673-1726) | Christiaan August van Sleeswijk-Holstein-Gottorp (1673-1726) | Christiaan August van Sleeswijk-Holstein-Gottorp (1673-1726) | Christiaan August van Sleeswijk-Holstein-Gottorp (1673-1726) | Christiaan August van Sleeswijk-Holstein-Gottorp (1673-1726) | Christiaan August van Sleeswijk-Holstein-Gottorp (1673-1726) |                                             |                                             |                                             |                                             |                                                  |                                                  |                                                  |                                                  |                                                  |                                                  |                                           |                                           |                                           |                                           |                                           |                                           |                                                              |                                                              |                                                              |                                                              |                                                              |                                                              | Albertina Frederica van Baden-Durlach (1682-1755) | Albertina Frederica van Baden-Durlach (1682-1755) | Albertina Frederica van Baden-Durlach (1682-1755)       | Albertina Frederica van Baden-Durlach (1682-1755)       | Albertina Frederica van Baden-Durlach (1682-1755)       | Albertina Frederica van Baden-Durlach (1682-1755)       |                                                          |                                                          |                                                          |                                                          |                                                          |                                                          |                                        |                                        |                                        |                                        |  |  |  |  |  |  |  |  |  |  |  |  |  |  |  |  |  |  |  |  |  |  |  |  |  |  |  |  |  |  |  |  |  |  |  |  |  |  |  |  |  |  |  |  |  |  |  |  |
|                                                         |                                                         |                                                         |                                                         |                                                                |                                                                |                                                                |                                                                |                                                                |                                                                |                                                              |                                                              |                                                              |                                                              |                                                              |                                                              |                                             |                                             |                                             |                                             |                                                  |                                                  |                                                  |                                                  |                                                  |                                                  |                                           |                                           |                                           |                                           |                                           |                                           |                                                              |                                                              |                                                              |                                                              |                                                              |                                                              |                                                   |                                                   |                                                         |                                                         |                                                         |                                                         |                                                          |                                                          |                                                          |                                                          |                                                          |                                                          |                                        |                                        |                                        |                                        |  |  |  |  |  |  |  |  |  |  |  |  |  |  |  |  |  |  |  |  |  |  |  |  |  |  |  |  |  |  |  |  |  |  |  |  |  |  |  |  |  |  |  |  |  |  |  |  |
|                                                         |                                                         |                                                         |                                                         |                                                                |                                                                |                                                                |                                                                |                                                                |                                                                |                                                              |                                                              |                                                              |                                                              |                                                              |                                                              |                                             |                                             |                                             |                                             |                                                  |                                                  |                                                  |                                                  |                                                  |                                                  |                                           |                                           |                                           |                                           |                                           |                                           |                                                              |                                                              |                                                              |                                                              |                                                              |                                                              |                                                   |                                                   |                                                         |                                                         |                                                         |                                                         |                                                          |                                                          |                                                          |                                                          |                                                          |                                                          |                                        |                                        |                                        |                                        |  |  |  |  |  |  |  |  |  |  |  |  |  |  |  |  |  |  |  |  |  |  |  |  |  |  |  |  |  |  |  |  |  |  |  |  |  |  |  |  |  |  |  |  |  |  |  |  |
| Karel van Sleeswijk-Holstein-Gottorp (1706-1727)        | Karel van Sleeswijk-Holstein-Gottorp (1706-1727)        | Karel van Sleeswijk-Holstein-Gottorp (1706-1727)        | Karel van Sleeswijk-Holstein-Gottorp (1706-1727)        | Karel van Sleeswijk-Holstein-Gottorp (1706-1727)               | Karel van Sleeswijk-Holstein-Gottorp (1706-1727)               |                                                                |                                                                | Anna van Sleeswijk-Holstein-Gottorp (1709-1758)                | Anna van Sleeswijk-Holstein-Gottorp (1709-1758)                | Anna van Sleeswijk-Holstein-Gottorp (1709-1758)              | Anna van Sleeswijk-Holstein-Gottorp (1709-1758)              | Anna van Sleeswijk-Holstein-Gottorp (1709-1758)              | Anna van Sleeswijk-Holstein-Gottorp (1709-1758)              |                                                              |                                                              | Adolf Frederik van Zweden (1710-1771)       | Adolf Frederik van Zweden (1710-1771)       | Adolf Frederik van Zweden (1710-1771)       | Adolf Frederik van Zweden (1710-1771)       | Adolf Frederik van Zweden (1710-1771)            | Adolf Frederik van Zweden (1710-1771)            |                                                  |                                                  | Frederik August van Oldenburg (1711-1785)        | Frederik August van Oldenburg (1711-1785)        | Frederik August van Oldenburg (1711-1785) | Frederik August van Oldenburg (1711-1785) | Frederik August van Oldenburg (1711-1785) | Frederik August van Oldenburg (1711-1785) |                                           |                                           | Johanna Elisabeth van Sleeswijk-Holstein-Gottorp (1712-1760) | Johanna Elisabeth van Sleeswijk-Holstein-Gottorp (1712-1760) | Johanna Elisabeth van Sleeswijk-Holstein-Gottorp (1712-1760) | Johanna Elisabeth van Sleeswijk-Holstein-Gottorp (1712-1760) | Johanna Elisabeth van Sleeswijk-Holstein-Gottorp (1712-1760) | Johanna Elisabeth van Sleeswijk-Holstein-Gottorp (1712-1760) |                                                   |                                                   | Georg Ludwig van Sleeswijk-Holstein-Gottorp (1719-1763) | Georg Ludwig van Sleeswijk-Holstein-Gottorp (1719-1763) | Georg Ludwig van Sleeswijk-Holstein-Gottorp (1719-1763) | Georg Ludwig van Sleeswijk-Holstein-Gottorp (1719-1763) | Georg Ludwig van Sleeswijk-Holstein-Gottorp (1719-1763)  | Georg Ludwig van Sleeswijk-Holstein-Gottorp (1719-1763)  |                                                          |                                                          | ... + 3 zusters en twee broers                           | ... + 3 zusters en twee broers                           | ... + 3 zusters en twee broers         | ... + 3 zusters en twee broers         | ... + 3 zusters en twee broers         | ... + 3 zusters en twee broers         |  |  |  |  |  |  |  |  |  |  |  |  |  |  |  |  |  |  |  |  |  |  |  |  |  |  |  |  |  |  |  |  |  |  |  |  |  |  |  |  |  |  |  |  |  |  |  |  |